# Moira Lister
Moira Lister (Ciudad del Cabo, 6 de agosto de 1923 - ibidem, 27 de octubre de 2007) fue una actriz y escritora sudafricana-británica.

## Biografía
Nacida en Ciudad del Cabo, Sudáfrica, sus padres eran el mayor James Lister y su esposa, Margaret Hogan. Lister se crio en una granja de avestruces de Sudáfrica, y fue educada en el Parktown Convent of the Holy Family, en Johannesburgo, siendo además alumna de Anna Romain Hoffman, fundadora junto a su marido Arthur Hoffman del The Johannesburg Repertory Theatre.
En 1936 había participado en Vintage Wine, obra protagonizada por la estrella teatral Seymour Hicks, que se encontraba en Sudáfrica de gira. El actor había quedado prendado de la joven de 13 años, invitándola a Londres a actuar con él en Mr. and Mrs. King. El proyecto fue cancelado, y Lister no debutó en Londres hasta 1937 con Post Road, pieza representada en el Golders Green Hippodrome. La adolescente volvió a Sudáfrica, donde representó When We Are Married y The Women.
De nuevo en Inglaterra en 1943, durante la Segunda Guerra Mundial, debutó en el cine ese año con The Shipbuilders. Sus películas más notables fueron producidas por Ealing Studios, destacando de entre ellas Another Shore (1948), A Run for Your Money (1949), Pool of London (1951) y The Cruel Sea (1953). En su faceta teatral, cabe destacar su actuación en la pieza de Peter Ustinov The Love of Four Colonels (1951), representada largo tiempo en el West End londinense.
También tuvo un papel regular en la serie radiofónica de la BBC Hancock's Half Hour en 1954–1955, y actuó en A Life of Bliss junto a George Cole. Igualmente, fue protagonista de las series televisivas de la BBC The Whitehall Worrier y The Very Merry Widow (1967 a 1968). Lister participó en otras series televisivas como Danger Man y Los vengadores (1967). En 1980 fue artista invitada en la sitcom Only When I Laugh.
Tres años antes de fallecer, Lister seguía actuando, viajando en gira con un show en solitario sobre el escritor Noël Coward. Como actriz, formaba parte de la asociación católica de artistas British Catholic Stage Guild.
En 1946 Lister se comprometió en Londres con Neville Heath, un antiguo capitán de la Fuerza Aérea Sudafricana que asesinó a dos mujeres en el mismo Londres dos meses más tarde. Heath fue condenado tras un espectacular juicio, y ahorcado en octubre de 1946.
En 1951 Moira Lister se casó con el aristócrata belgo-francés Jacques Gachassin-Lafite, Vizconde de Orthez, hijo de André Gachassin-Lafite, vizconde de Orthez, y de Louise van Dievoet. Jacques era oficial de los spahi, propietario de viñedos de champaña y héroe en la guerra del Rif. La pareja tuvo dos hijas, Chantal y Christobel. 
Moira Lister falleció en 2007, a los 84 años de edad, en Ciudad del Cabo. Tanto ella como su marido fueron enterrados en la iglesia católica de St Edward, en Sutton Green, Surrey.

## Premios
- Premio Teatral Naledi, en reconocimiento a su trayectoria y contribución al teatro de Sudáfrica[6]
- Premio a la mejor actriz del año en 1971
- Premio Llaves de la ciudad de Londres en 2000

## Filmografía

### Cine
- 1943 : The Shipbuilders
- 1944 : A Lady Surrenders
- 1945 : My Ain Folk
- 1945 : Don Chicago
- 1945 : The Agitator
- 1946 : Wanted for Murder
- 1948 : So Evil My Love
- 1948 : Uneasy Terms
- 1948 : Another Shore
- 1949 : Maniacs on Wheels
- 1949 : A Run for Your Money
- 1951 : Files from Scotland Yard
- 1951 : Pool of London
- 1951 : My Seal and Them
- 1951 : White Corridors
- 1952 : Something Money Can't Buy
- 1953 : The Cruel Sea
- 1953 : Grand National Night
- 1953 : The Limping Man
- 1953 : Trouble in Store
- 1955 : John and Julie
- 1955 : The Deep Blue Sea
- 1957 : Seven Waves Away
- 1964 : The Yellow Rolls-Royce
- 1965 : Joey Boy
- 1967 : The Double Man
- 1967 : Cop-Out
- 1973 : Not Now, Darling
- 1989 : Ten Little Indians
- 2007 : Flood

### Televisión
- 1948 : Frieda (telefilm)
- 1949 : And So to Bed (telefilm)
- 1950 : Sunday Night Theatre (serie TV), episodio "The Bridge of Estaban"
- 1951 : Joseph Proctor's Money (telefilm)
- 1954 : The Concert (telefilm)
- 1954 : The Bear (corto)
- 1954 : Stage by Stage (serie TV), episodio "The Relapse or, Virtue in Danger"
- 1956 : Douglas Fairbanks Presents (serie TV), episodio "The Intruder"
- 1956 : ITV Play of the Week (serie TV), episodio "The Golden Cuckoo"
- 1957 : ITV Play of the Week (serie TV), episodio "His and Hers"
- 1957 : Armchair Theatre (serie TV), episodio "The Necklace"
- 1957 : Sunday Night Theatre (serie TV), episodio "Mayors' Nest"
- 1957 : Sunday Night Theatre (serie TV), episodio "The Apple Cart"
- 1960 : Somerset Maugham Hour (serie TV), episodio "Flotsam and Jetsam"
- 1960 : Theatre Night (serie TV), episodio "The Gazebo"
- 1961 : Danger Man (serie TV), episodio "Find and Return"
- 1961 : ITV Play of the Week (serie TV), episodio "Gilt and Gingerbread"
- 1963 : Zero One (serie TV), episodio "The Golden Silence"
- 1964 : Thursday Theatre (serie TV), episodio "Simon and Laura"
- 1966 : Danger Man (serie TV), episodio "The Hunting Party"
- 1966 : Theatre 625 (serie TV), episodio "Simon and Laura"
- 1966 : Comedy Playhouse (serie TV), episodio "The Mallard Imaginaire"
- 1966 : Major Barbara (telefilm)
- 1967 : Los vengadores (serie TV), episodio "The See-Through Man"
- 1967 : The Whitehall Worrier (serie TV)
- 1967-1968 : The Very Merry Widow (serie TV)
- 1968 : A Touch of Venus (serie TV), episodio "Desmond"
- 1968 : The Sex Game (serie TV), episodio "The Lovemakers"
- 1969 : Love Story (serie TV), episodio "The Dolly Spike"
- 1969 : The Very Merry Widow and How (serie TV)
- 1973 : Late Night Theatre (serie TV), episodio "She'll Have to Go"
- 1980 : Life Begins at Forty (serie TV), episodio "The Christening"
- 1980 : Only When I Laugh (serie TV), episodio "Whatever Happened to Gloria Robins?"
- 1984 : Hayfever (telefilm)
- 1987 : The Finding (telefilm)
- 2000 : El décimo reino (miniserie)
- 2005 : Sterne über Madeira (telefilm)

## Publicaciones
- 1971 : The Very Merry Moira